# Koluvere slott
Koluvere slott (estniska: Koluvere linnus; tyska: Schloss Lohde) är en slottsbyggnad i Koluvere i Läänemaa i Estland.
Slottet var från 1646 till 1771 egendom inom familjen von Löwen.
Slottet användes under 40 år som vårdboende innan det 2005 såldes till en privatperson.